# ブルーノ・トッツィ

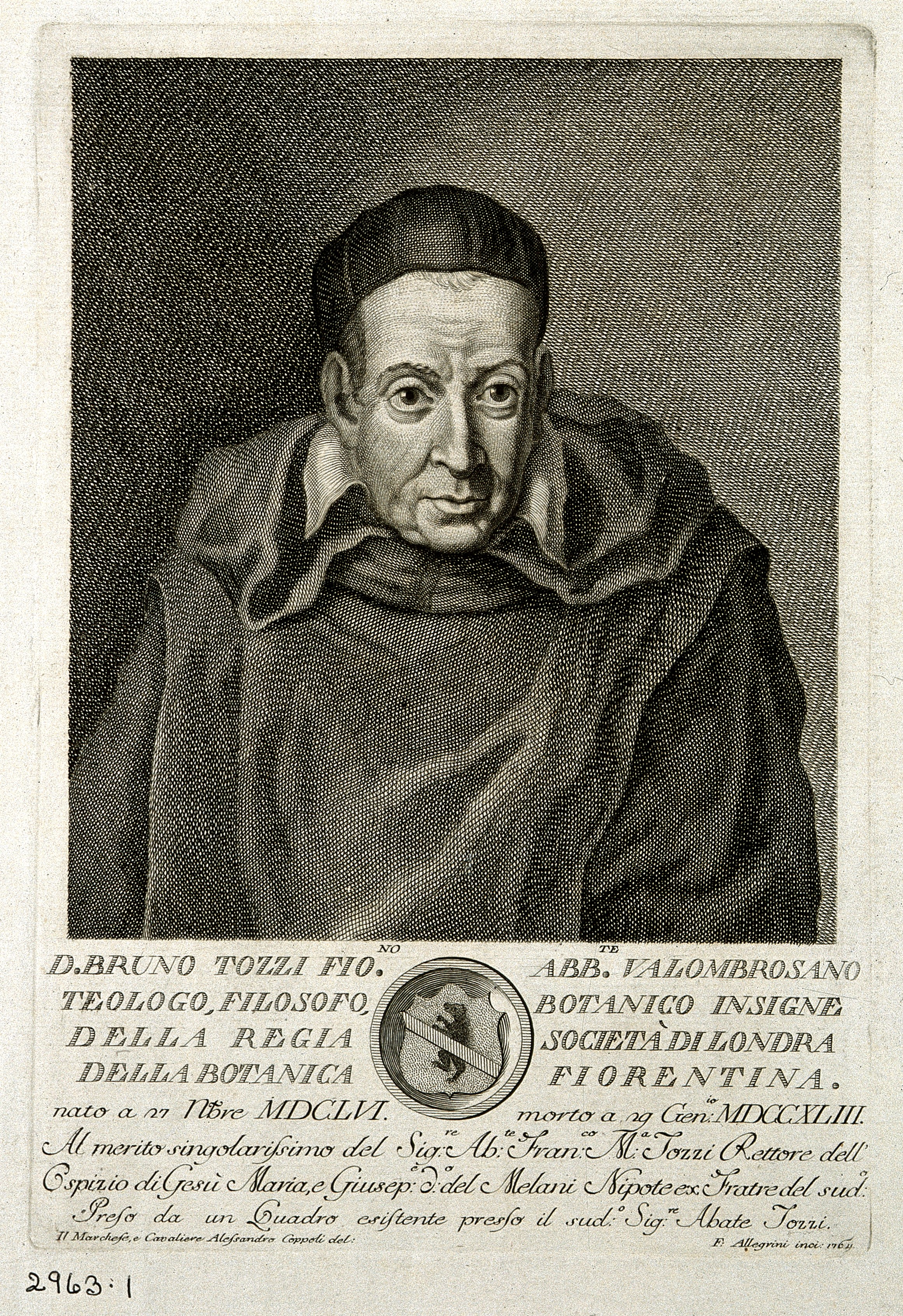
ブルーノ・トッツィ

ブルーノ・トッツィ（伊: Bruno Tozzi、1656年11月27日 - 1743年1月29日)は、イタリアの修道士、植物学者、菌類学者である。

## 略歴
フィレンツェの貧しい家に生まれた。神学などを学び、1671年にヴァッロンブローザ修道院の修道士になった。植物学を研究し、センプリチ庭園の園長となるピエール・アントニオ・ミケーリに植物学を教え、ともに採集旅行をおこなった。水彩画が得意で多くの植物の水彩画を描き、イタリアの植物の水彩画をイギリスの植物学者ウィリアム・シェラード (William Sherard)に送り、シェラードから植物学の文献を入手した。オランダの植物学者、ヘルマン・ブールハーフェやイギリスの植物収集家、ジェイムズ・ペティヴァー、ハンス・スローンらとも交流した。
1716年に王立協会の会員に選ばれ、何度かロンドンに招かれるが、渡英することはなかった。1716年にミケーリらとフィレンツェ植物学会を設立し、ミケーリが会長となった。植物学会としては最も早い設立されたものである。
ミケーリによってハマウツボ科の属名、Tozziaに献名された。